# Alexis Kalergis
Alexis Kalergis Parra (Santiago, 3 de septiembre de 1970) es un inmunólogo celular y microbiólogo chileno. Además es académico e investigador de la Facultad de Ciencias Biológicas y la Facultad de Medicina de la Pontificia Universidad Católica de Chile. Su campo de trabajo se centra en el estudio de la interacción sináptica entre células dendríticas y Linfocitos T, el desarrollo de vacunas y test de identificación para Adenovirus, Virus respiratorio sincicial y Metapneumovirus y la producción de terapias celulares para Lupus eritematoso sistémico. Es el director del Instituto Milenio en Inmunología e Inmunoterapia.
Debido a su trabajo, logró obtener la primera vacuna funcional contra el Virus Respiratorio Sincicial, el cual se halla en estudio clínico para humanos; esto ha llevado a ser reconocido a nivel nacional e internacional.
Además, ha sido parte de comisiones gubernamentales y legislativas para fortalecer la institucionalidad científica en Chile.

## Biografía
Se tituló como Bioquímico de la Pontificia Universidad Católica de Chile en 1995. Posteriormente obtuvo su Magíster en Ciencias y su Doctorado en Inmunología y Microbiología en la Escuela de Medicina Albert Einstein de la Universidad Yeshiva de Nueva York en 1997; además obtuvo su doctorado en la misma universidad en 2000; También posee dos postdoctorados, uno de la Escuela de Medicina Albert Einstein de la Universidad Yeshiva de Nueva York en 2001 y otro en la Universidad Rockefeller en 2003.

### Actividad profesional
En 2015, después de 10 años de investigación, logró desarrollar la primera vacuna contra el Virus Respiratorio Sincicial, contando con las patentes en Estados Unidos y China. En 2016 el Comité ético de la Pontificia Universidad Católica de Chile aprobó realizar pruebas en humanos.
En mayo de 2018 fue designado representante nacional en la Centro Internacional de Ingeniería Genética y Biotecnología de las Naciones Unidas. Durante el mismo periodo de tiempo, es incluido como miembro correspondiente de la Academia Chilena de Ciencias.
Ha hecho visible el descontento que existe en el mundo de la ciencia e investigación chilena por la poca iniciativa y financiamiento procedente desde el estado chileno. Ha apoyado eventos como la Marcha por la Ciencia desarrollada en 2017, 2018. Además ha visibilizado la poca presencia de la ciencia y los investigadores en la toma de decisiones nacionales, y apoyó la creación del Ministerio de Ciencia, Tecnología, Conocimiento e Innovación de Chile.

## Investigación
Su investigación se ha centrado en tres líneas de desarrollo. Uno de sus áreas es la sinapsis inmunológica, en especial la interacción entre linfocitos T y células dendríticas. Por otra parte, ha trabajado en la creación de vacunas y test de detección de los virus Adenovirus, Virus respiratorio sincicial y el Metapneumovirus. Además, estudia tratamientos para controlar y detener la enfermedad autoinmune Lupus eritematoso sistémico, células dendríticas tolerogénicas; actualmente están identificando los efectos de la Hemoxigenasa-1 en las células dendríticas.
Debido a la crisis producto de la pandemia de COVID-19, su equipo de investigación comenzó desde enero de 2020 a desarrollar una vacuna, y ya en marzo comenzaron con el proceso de formulación de una vacuna prototipo.

## Publicaciones
Esta es una lista de los trabajos científicos más citados del investigador; para revisar el listado completo revisa el perfil del investigador en Google Scholar.
- Kalergis, Alexis M.; Ravetch, Jeffrey V. (17 de junio de 2002). «Inducing Tumor Immunity through the Selective Engagement of Activating Fcγ Receptors on Dendritic Cells». Journal of Experimental Medicine (en inglés) 195 (12): 1653-1659. ISSN 1540-9538. PMC 2193555. PMID 12070293. doi:10.1084/jem.20020338. Consultado el 4 de abril de 2020.
- Kalergis, Alexis M.; Boucheron, Nicole; Doucey, Marie-Agnés; Palmieri, Edith; Goyarts, Earl C.; Vegh, Zsuzsanna; Luescher, Immanuel F.; Nathenson, Stanley G. (2001-03). «Efficient T cell activation requires an optimal dwell-time of interaction between the TCR and the pMHC complex». Nature Immunology (en inglés) 2 (3): 229-234. ISSN 1529-2908. doi:10.1038/85286. Consultado el 4 de abril de 2020.
- Iruretagoyena, Mirentxu I.; Tobar, Jaime A.; González, Pablo A.; Sepúlveda, Sofía E.; Figueroa, Claudio A.; Burgos, Rafael A.; Hancke, Juan L.; Kalergis, Alexis M. (2005-01). «Andrographolide Interferes with T Cell Activation and Reduces Experimental Autoimmune Encephalomyelitis in the Mouse». Journal of Pharmacology and Experimental Therapeutics (en inglés) 312 (1): 366-372. ISSN 0022-3565. doi:10.1124/jpet.104.072512. Consultado el 4 de abril de 2020.
- Coombs, Daniel; Kalergis, Alexis M.; Nathenson, Stanley G.; Wofsy, Carla; Goldstein, Byron (2002-10). «Activated TCRs remain marked for internalization after dissociation from pMHC». Nature Immunology (en inglés) 3 (10): 926-931. ISSN 1529-2908. doi:10.1038/ni838. Consultado el 4 de abril de 2020.
- Gonzalez, P. A.; Carreno, L. J.; Coombs, D.; Mora, J. E.; Palmieri, E.; Goldstein, B.; Nathenson, S. G.; Kalergis, A. M. (29 de marzo de 2005). «T cell receptor binding kinetics required for T cell activation depend on the density of cognate ligand on the antigen-presenting cell». Proceedings of the National Academy of Sciences (en inglés) 102 (13): 4824-4829. ISSN 0027-8424. PMC 555720. PMID 15772168. doi:10.1073/pnas.0500922102. Consultado el 4 de abril de 2020.
- Tobar, Jaime A.; González, Pablo A.; Kalergis, Alexis M. (15 de septiembre de 2004). «Salmonella Escape from Antigen Presentation Can Be Overcome by Targeting Bacteria to Fcγ Receptors on Dendritic Cells». The Journal of Immunology (en inglés) 173 (6): 4058-4065. ISSN 0022-1767. doi:10.4049/jimmunol.173.6.4058. Consultado el 4 de abril de 2020.
- Arrese, Marco; Cabrera, Daniel; Kalergis, Alexis M.; Feldstein, Ariel E. (2016-05). «Innate Immunity and Inflammation in NAFLD/NASH». Digestive Diseases and Sciences (en inglés) 61 (5): 1294-1303. ISSN 0163-2116. PMC 4948286. PMID 26841783. doi:10.1007/s10620-016-4049-x. Consultado el 4 de abril de 2020.
- Baudrand, R.; Campino, C.; Carvajal, C.A.; Olivieri, O.; Guidi, G.; Faccini, G.; Vöhringer, P.A.; Cerda, J. et al. (2014-05). «High sodium intake is associated with increased glucocorticoid production, insulin resistance and metabolic syndrome». Clinical Endocrinology (en inglés) 80 (5): 677-684. doi:10.1111/cen.12225. Consultado el 4 de abril de 2020.

## Reconocimientos
- Premio Abdón Cifuentes, Centro de Políticas Públicas UC, Pontificia Universidad Católica de Chile, 2022
- Premio "Espíritu Imagen de Chile", Marca Chile, 2022
- Ganador Segundo Concurso de Inventos de la Región, World Intellectual Property Organization (WIPO), INAPI y PROSUR, 2020
- Incorporado como miembro del Comité de Educación de la Federation of Clinical Immunology Society (FOCIS)., 2019
- Nominado como Secretario General de la International Union of Immunology Societies, Asociciación Latinoamericana de Inmunología, 2019
- Ganador Primer Concurso de Inventos de la Región, World Intellectual Property Organization (WIPO), INAPI y PROSUR, 2019
- Premio a la Trayectoria en Propiedad Intelectual, P. Universidad Católica de Chile, 2018
- Premio Nacional al Mérito, Universidad Andres Bello, 2018
- Miembro del Consejo Asesor Científico, International Center Genetic Engineering and Biotechnology (ICGEB), 2018
- Miembro Correspondiente, Academia Chilena de Ciencias, 2017
- Premio Nacional a la Innovación (AVONNI), 2017
- Premio en Ciencia y Tecnología, Diario Financiero, 2017
- Medalla de Oro, World Intellectual Property Organization (WIPO), 2017
- Premio Juliu Mamur award, Escuela de Medicina Albert Einstein (2000).
- Premio al Investigador Joven, BiosChile (2004).
- Premio al Científico extranjero, Institut national de la santé et de la recherche médicale (2008).
- Investigador Joven “Ciencia de Frontera", Academia Chilena de Ciencias, 2006